# Cladonia miniata
Cladonia miniata G. Meyer, è una specie di lichene appartenente al genere Cladonia,  dell'ordine Lecanorales.
Il nome proprio deriva dall'aggettivo latino miniatus, -a, -um, che significa tinto di minio, del colore del minio, ad indicare il colore rosso vivo degli apoteci.

## Caratteristiche fisiche
Le parti midollari sono di colore rosso minio; ha le squamule basali del tallo arrotondate. I podezi sono spessi, di forma piana.
All'esame cromatografico sono state rilevate tracce di acido barbatico.
Fra le sostanze isolate in questa specie di lichene figurano diversi galattomannani e galattomannoglucani, tipi di polisaccaridi
Il fotobionte è principalmente un'alga verde delle Trentepohlia.

## Località di ritrovamento
La specie è stata rinvenuta nelle seguenti località:
- Brasile (Paraná, Rio Grande do Sul);
- Bolivia
- Guyana
- Uruguay
- Venezuela

## Tassonomia
Questa specie appartiene alla sezione Cocciferae; nell'ambito di questa sezione alcuni autori inseriscono la C. miniata in un gruppo, Miniatae, con caratteristiche precipue comuni anche alle seguenti specie: C. ahtii, C. anaemica, C. lopezii, C. hypomelaena, C. parvipes, C. salmonea e C. secundana.
A tutto il 2008 sono state identificate le seguenti forme, sottospecie e varietà:
- Cladonia miniata f. miniata G. Mey.
- Cladonia miniata f. parvipes Vain. (1887).
- Cladonia miniata f. sorediella Vain.
- Cladonia miniata var. anaemica (Nyl.) Zahlbr.
- Cladonia miniata var. erythromelaena (Müll. Arg.) Zahlbr.
- Cladonia miniata var. hypomelaena (Vain.) Zahlbr. (= Cladonia hypomelaena)
- Cladonia miniata var. miniata G. Mey.
- Cladonia miniata var. parvipes (Vain.) Zahlbr. (1927).
- Cladonia miniata var. sanguinea (Eschw.) Vain.
- Cladonia miniata var. secundana (Nyl.) Zahlbr.
- Cladonia miniata var. sorediella (Vain.) Zahlbr.